# Bridge Nine Records
Bridge Nine Records — aussi appelé Bridge 9 Records ou Bridge 9 — est un label indépendant américain de punk hardcore, basé à Boston, dans le Massachusetts. Le label publie principalement des disques vinyles : des vinyles et des LP avec généralement différentes couleurs de vinyle. Les tirages se situent dans une fourchette de trois ou quatre chiffres, chaque sortie est publiée en plusieurs variantes.

## Histoire
Le label basé à Boston est formé en 1995 en tant que label DIY par Chris Wrenn. Le premier single (un split-single des groupes Tenfold et Sum of All Fears) est sorti en août 1996. Pour financer l'enregistrement des disques, Wrenn vend des t-shirts et des autocollants pour voitures lors des matchs à domicile des Boston Red Sox. Cette activité donne naissance au label de mode Sully's Brand, que Wrenn gère depuis lors parallèlement au label.
Avec les deux premières sorties vinyles du groupe American Nightmare (rebaptisé plus tard Give Up the Ghost) en 2000 et 2001 et l'engouement qu'elles suscitent, le label commence à se faire un nom positif sur la scène punk hardcore internationale. American Nightmare est le précurseur d'une nouvelle vague de groupes de punk hardcore, pour la plupart originaires de Boston, qui se sont détournés du posicore établi auparavant sur la scène et jouent un punk hardcore rapide, bruyant, énervé et souvent plus marqué par le heavy metal, qui se distinguait surtout par ses textes négatifs et personnels.
Bridge Nine devient rapidement synonyme de ce type de punk hardcore moderne. Le label établit sa réputation grâce aux sorties suivantes de groupes au son similaire comme Panic, Terror ou The Hope Conspiracy, qui jouaient également du hardcore sombre. Avec la séparation de Give Up the Ghost en 2004, qui était passé chez Equal Vision Records pour ses deux albums, ce style perd de son importance, tant au sein de la scène punk hardcore que pour Bridge Nine.
À partir de 2004/2005 environ, Bridge Nine se concentre sur différentes priorités musicales au sein du genre punk hardcore inhomogène, ce qui est plutôt inhabituel pour un label de punk hardcore. Il s'agit notamment de groupes de hardcore dits « new school », plus orientés vers le heavy metal, comme Death Before Dishonor, Terror ou Ramallah, ou de groupes orientés vers le punk hardcore new-yorkais comme No Turning Back.
Le label comprend également des groupes qui se réfèrent davantage aux formes originales du punk hardcore. C'est le cas du groupe de punk hardcore Paint It Black. En outre, des disques de groupes classiques de youth crew/posicore, comme Project X, mais aussi de groupes de modern youth crew comme le groupe de punk hardcore de Seattle Champion ou Have Heart et Verse sont et sont publiés. Dans ce contexte, on peut également mentionner des groupes de hardcore mélodique comme H₂O et Strike Anywhere, qui publient sur le label.
Depuis 2009 environ, le cadre générique du label s'élargit à nouveau avec une sélection de groupes de pop punk. Des groupes comme New Found Glory, Polar Bear Club ou Lemuria font partie de cette catégorie. Un autre point fort du label est la réédition de classiques du punk hardcore qui ne sont plus disponibles, comme par exemple les publications de Project X, Agnostic Front, Wrecking Crew, DYS ou Antidote.
Selon le site officiel, la devise non officielle du label est Almost breaking even après avoir été pendant des années Turning a Dollar into 50 cent - le fondateur Chris Wrenn a dû travailler à côté pendant des années pour pouvoir payer la publication de musique qu'il appréciait.
En mars 2023, le label organise un warehouse show wrap-up de New Found Glory au Somerville Theatre, de Somerville, dans le Massachusetts.

## Groupes et artistes

### Actuels
- Advent
- After the Fall
- Agnostic Front
- Alcoa
- Alpha and Omega (2013)[6]
- Ambitions
- American Nightmare
- American War Machine
- Anger Regiment
- Antidote
- Backtrack
- Beach Rats
- Bent Life
- Betrayed
- Blue Monday
- Boysetsfire
- Breaker Breaker
- Breathe In
- Burn
- Candy Hearts (en)
- Carry On
- Crime in Stereo
- Cross Me
- Crown of Thornz
- Dead Ending
- Dead Swans
- Death Before Dishonor
- DYS
- Expire
- Gallows
- H2O
- HEAVYHEX
- Lemuria (en)
- Malfunction (2015)[7]
- Modern Pain
- Moral Mazes
- Mother of Mercy
- Nervous Impulse
- Octaves
- R.A. (Rude Awakening)
- Soul Control
- Strike Anywhere
- Underdog
- War on Women

### Anciens
- Agnostic Front
- The Alligators
- Betrayed
- Blue Monday (en)
- Breaker Breaker
- Breathe In
- Carry On
- Ceremony
- Champion
- Cops and Robbers
- Cruel Hand (en)
- Death Threat
- Defeater
- The Distance
- Energy
- For the Worse
- Foundation
- Goodtime Boys[8]
- Have Heart
- Hierophant
- Holding On
- The Hope Conspiracy (en)
- International Superheroes of Hardcore (en)
- Iron Chic (en)
- Mental
- Miles Away (en)
- New Found Glory
- No Turning Back
- No Warning
- Over My Dead Body (en)
- On the Rise (en)
- Outbreak
- Paint It Black
- Palehorse
- Panic
- Polar Bear Club (en) (2009)[9]
- Proclamation
- Project X (en) (2005)
- Ramallah
- Reaching Forward
- Right Brigade
- Ruiner (en)
- Sick of It All
- Silver Snakes
- Sinners and Saints
- Slapshot
- Some Kind of Hate
- Stand and Fight
- Striking Distance
- Sworn In
- Ten Yard Fight (en)
- Test of Time
- Terror
- Think I Care
- Triple Threat
- The Trouble
- True Love (2015)[10]
- Verse
- Violent Sons
- Wrecking Crew